# Лекарственный сбор
Сбор лекарственный — смесь нескольких видов измельчённого или цельного лекарственного сырья, иногда с добавлением лекарственных средств, для приготовления настоев и отваров, предназначенных для внутреннего или наружного применения.

## Пример сбора
Сбор слабительный, (Species laxans):

Rp: Foliorum Sennae 40,0

      Natrii et Kalii tartratis 10,0

      Fructuum Anisi 10,0

      Fructuum Foeniculi 10,0

      Florum Sambuci 30,0

      Misce, fiant species.

      D.S. По 1 столовой ложке для получения 200 мл отвара.

Листья сенны режут на куски размером не более 5 мм (сито № 50); плоды аниса и фенхеля толкут в ступке и получают крупный порошок (сито № 10); цветки бузины применяют в цельном виде. Тартрат натрия и калия растворяют в двойном количестве воды; полученным раствором равномерно пропитывают куски листьев сенны, после чего их сушат в сушильном шкафу при 30-40°С. Раздельно смешивают плоды аниса и фенхеля и цветки бузины с листьями сенны, после чего к первой смеси небольшими порциями прибавляют вторую до получения однородной массы. Отпускают в двойном бумажном пакете, причём внутренний сделан из вощёной бумаги.